# Fräulein Wildfang (1916)
Fräulein Wildfang ist ein gut einstündiges deutsches Stummfilmlustspiel von Emerich Hanus. Die Titelrolle übernahm Lisa Weise, die männliche Hauptrolle spielte Carl Beckersachs.

## Handlung
Fräulein Wildfang, das ist die, obwohl durchaus im heiratsfähigen Alter, eher eheunwillige Herta von Rabenstein, die, statt an ihre Zukunft zu denken, nur Streiche und andere Flausen im Kopf hat. Ihr Vater, Gutsbesitzer von Rabenstein, weiß nicht mehr weiter, zumal Herta mit ihren seltsamen Einfällen ihre Gouvernante allmählich in den Wahnsinn zu treiben droht. Auch ihr Cousin Hans, der soeben auf dem väterlichen Landgut eingetroffen ist, muss zunächst allerlei Mätzchen und Streiche Hertas über sich ergehen lassen. 
Als ein Brief eintrifft, in dem die Ankunft eines Mr. Knickebocker aus Amerika avisiert wird, schrillen bei Herta die Alarmglocken. Jener Herr wurde von ihrem verstorbenen Onkel als ein Erbe eingesetzt, wenn er Herta heiraten solle, was jedoch ganz bestimmt nicht in ihrem Sinne ist. Nolens volens beginnt Herta, die in der Zwischenzeit Hans lieb gewonnen hat, sich mit ihrem Cousin Hans zu verbünden, um mit bewährten Streichen jenem Amerikaner die Vorfreude an eine Eheschließung mit Herta gründlichst zu vermiesen. Man hat damit Erfolg, und während Herta und Hans einander finden, können die beiden gleichzeitig Mr. Knickebocker und die verhärmte Gouvernante miteinander verkuppeln.

## Produktionsnotizen
Fräulein Wildfang entstand im Frühjahr 1916, passierten die Zensur im Juni desselben Jahres und wurde bald darauf in Berlins Tauentzienpalast  uraufgeführt. Der Vierakter besaß eine Länge von etwa 1380 Meter.
Am 5. August 1916 lief Fräulein Wildfang in Dresden in den Kammer-Lichtspielen, vormals Rodera Lichtspiele, Wilsdruffer Straße 29.

## Kritiken
- Paimann’s Filmlisten urteilte knapp: „Stoff, Spiel, Photos und Szenerie sehr gut.“[2]

- Die Kinematographische Rundschau meinte: „Lisa Weise … entzückte in diesem Film … sowohl durch ihre anmutige Erscheinung, als auch durch ihr natürliches, ungezwungenes Spiel.“[3]

- Das Neue Wiener Journals versprach, dass das „Schlagerlustspiel „Fräulein Wildfang“ mit Lisa Weise wahre Lachstürme auslöst.“[4]